# Kurpie (przystanek kolejowy)
Kurpie – przystanek osobowy a dawniej stacja kolejowa w Kurpiach Dworskich na linii kolejowej nr 36, w województwie mazowieckim, w Polsce.